# نونجكاووس
نونجكاووس فتاة من جنوب أفريقيا ادعت النبوءة أدت كارثة إنسانية وهلاك عشرات الآلاف من جنوب أفريقيا وتكريس تفوّق المستعمرين الإنجليز على السكان الأصليين للمنطقة.

## النبوءة
طلبت نونجكاووس من أفراد قبيلتها بذبح جميع الأبقار وتخريب لحومها وإتلاف الحليب وحرق محاصيل القمح والحقول مؤكدة أن ذلك سيساهم في طرد المستعمرين الإنجليز.
ولقيت نبوءة نونجكاووس رواجاً واسعاً لدى قبيلة كوسا، والتي استوطنت أساساً عند ما يعرف بمنطقة كيب الشرقية حالياً بجنوب إفريقيا، لينطلق الأهالي في تنفيذها نزولاً عند رغبة الأجداد. وخلال فترة وجيزة، تم ذبح ما لا يقل عن 300 ألف بقرة وأتلفت كميات هائلة من المواد الغذائية. وانتظر الجميع بفارغ الصبر تحقق النبوءة ورحيل الإنجليز، لكن شيئاً من ذلك لم يحصل.وخلال الأشهر التالية، تفشت المجاعة بشكل سريع بين أهالي قبيلة كوسا، وعمد الجميع إلى أكل لحوم الموتى. ومع حلول شباط/فبراير 1857 وعدم تحقق النبوءة، ألقى أفراد القبيلة باللوم على نونجكاووس بعد أن وجهوا إليها تهمة تقديم نبوءة كاذبة.
وخلال الأشهر الأولى التي تلت نبوءة نونجكاووس، فارق ما لا يقل عن 40 ألف شخص الحياة بسبب المجاعة. وانخفض عدد أفراد قبيلة كوسا خلال السنوات القليلة التالية بشكل ملحوظ، ففي منطقة كفراريا بجنوب كيب الشرقية، تراجع عددهم من 105 آلاف نسمة قبل النبوءة إلى 27 ألفا.